# (7580) Schwabhausen
(7580) Schwabhausen (1990 TM7) – planetoida z pasa głównego asteroid okrążająca Słońce w ciągu 4,08 lat w średniej odległości 2,55 j.a. Odkryta 13 października 1990 roku.